# 小室豊允未来満タン!!
小室豊允未来満タン!!（こむろとよちか・みらいまんたん）は、ラジオ関西で1995年から2004年に放送されたトーク番組である。
番組は小室豊允（評論家。スタート当時は姫路獨協大学教授→学長。後に大手前大学教授）がパーソナリティーを務め、兵庫県に本社などを置く企業・団体の要職に付いている財界人や兵庫県縁の政治家、著名人などをゲストに招き、阪神・淡路大震災からの復興を目指す兵庫の街づくりについての建設的な意見の交換や、企業・団体の紹介、ゲスト個人のプライベートな話題までを取り込みながら放送していた。
2001年に小室が兵庫県知事選挙立候補のため一旦中断した時期があったが、その後再開され、2004年8月に終了した。
1998年には兵庫ジャーナル社より番組本「兵庫の100人-小室豊允の未来満タン」（小室編著）が出版された。